# So What (bài hát của Pink)
"So What" là một bài hát của nghệ sĩ thu âm người Mỹ Pink nằm trong album phòng thu thứ năm của cô, Funhouse (2008). Nó được phát hành vào ngày 11 tháng 8 năm 2008 như là đĩa đơn đầu tiên trích từ album bởi LaFace Records và Zomba Label Group. Bài hát được đồng viết lời bởi Pink, Max Martin và Shellback, những cộng tác viên quen thuộc trong sự nghiệp của cô, trong khi phần sản xuất được đảm nhiệm bởi Martin. Đây là một bản pop rock với nội dung đề cập đến những cuộc phiêu lưu của một người phụ nữ sau khi cô chia tay chồng, vốn được lấy cảm hứng từ sự ly thân giữa Pink với chồng của mình là tay đua xe Carey Hart, người cô đã kết thân vào năm 2006, diễn ra sáu tháng trước khi bài hát được phát hành. Tuy nhiên, nữ ca sĩ xác nhận rằng cặp đôi đã quay lại vào năm 2010 sau một khoảng thời gian nỗ lực hàn gắn, và cô cảm thấy thật "buồn cười" khi phải trình diễn bài hát khi có chồng ngồi ở hàng ghế khán giả.
Sau khi phát hành, "So What" nhận được những phản ứng đa phần là tích cực từ các nhà phê bình âm nhạc, trong đó họ đánh giá cao giai điệu mạnh mẽ và quyền lực cũng như quá trình sản xuất của nó, nhưng cũng có nhiều ý kiến cho rằng bài hát khá trẻ con và thô lỗ. Tuy nhiên, nó đã gặt hái nhiều giải thưởng và đề cử tại những lễ trao giải lớn, bao gồm chiến thắng một giải tại giải Âm nhạc châu Âu của MTV năm 2008 cho Bài hát gây nghiện nhất và một đề cử giải Grammy cho Trình diễn giọng pop nữ xuất sắc nhất tại lễ trao giải thường niên lần thứ 51. Bài hát cũng tiếp nhận những thành công vượt trội về mặt thương mại, đứng đầu các bảng xếp hạng ở Úc, Áo, Canada, Đức, Ireland, New Zealand, Thụy Sĩ và Vương quốc Anh, và lọt vào top 10 ở hầu hết những quốc gia nó xuất hiện, bao gồm vươn đến top 5 ở Đan Mạch, Phần Lan, Pháp, Na Uy và Thụy Điển. Tại Hoa Kỳ, "So What" đạt vị trí số một trên bảng xếp hạng Billboard Hot 100 trong một tuần, trở thành đĩa đơn quán quân thứ hai của Pink tại đây. Ngoài ra, nó còn là đĩa đơn quán quân đầu tiên của cô dưới cương vị nghệ sĩ hát đơn, đồng thời trở thành đĩa đơn bán chạy nhất trong sự nghiệp của cô tại đây với hơn 4.6 triệu bản.
Video ca nhạc cho "So What" được đạo diễn bởi cộng tác viên lâu năm của cô Dave Meyers, trong đó Pink hóa thân thành một cô gái nổi loạn và đang uống rượu trong khi lái một chiếc máy cắt cỏ, sau đó cô đã chặt phá cây, quậy phá thảm đỏ và nhiều hoạt động khác. Ngoài ra, video còn xen kẽ với những hình ảnh nữ ca sĩ trình diễn trên sân khấu, bên cạnh sự xuất hiện đặc biệt của Carey. Nó đã liên tục nhận được nhiều lượt yêu cầu phát sóng trên những kênh truyền hình âm nhạc như MTV và VH1, cũng như gặt hái một đề cử tại giải Video âm nhạc của MTV năm 2009 ở hạng mục Video xuất sắc nhất của nữ ca sĩ. Để quảng bá bài hát, Pink đã trình diễn "So What" trên nhiều chương trình truyền hình và lễ trao giải lớn, bao gồm The Ellen DeGeneres Show, Today, Wetten, dass..?, giải Video âm nhạc của MTV năm 2008 và giải Âm nhạc châu Âu của MTV năm 2008, cũng như trong tất cả những chuyến lưu diễn của cô. Kể từ khi phát hành, nó đã xuất hiện trong nhiều tác phẩm điện ảnh và truyền hình, như 90210, Alvin and the Chipmunks: The Squeakquel, Castle và Pretty Little Liars.

## Danh sách bài hát
Đĩa CD tại châu Âu và Anh quốc
1. "So What" – 3:35
2. "Could've Had Everything" – 3:09

Đĩa CD maxi tại châu Âu
1. "So What" – 3:35
2. "So What" (không lời) – 3:35
3. "Could've Had Everything" – 3:09
4. "So What" (video ca nhạc) – 3:41

## Xếp hạng
| Bảng xếp hạng (2008–09)              | Vị trí cao nhất |
| ------------------------------------ | --------------- |
| Úc (ARIA)                            | 1               |
| Áo (Ö3 Austria Top 40)               | 1               |
| Bỉ (Ultratop 50 Flanders)            | 4               |
| Bỉ (Ultratop 50 Wallonia)            | 7               |
| Canada (Canadian Hot 100)            | 1               |
| Cộng hòa Séc (Rádio Top 100)         | 1               |
| Đan Mạch (Tracklisten)               | 3               |
| Châu Âu (European Hot 100 Singles)   | 1               |
| Phần Lan (Suomen virallinen lista)   | 2               |
| Pháp (SNEP)                          | 4               |
| Đức (GfK)                            | 1               |
| Hungary (Rádiós Top 40)              | 8               |
| Ireland (IRMA)                       | 1               |
| Ý (FIMI)                             | 14              |
| Nhật Bản (Japan Hot 100)             | 17              |
| New Zealand (Recorded Music NZ)      | 1               |
| Na Uy (VG-lista)                     | 3               |
| Bồ Đào Nha (Billboard)               | 1               |
| Scotland (OCC)                       | 1               |
| Slovakia (Rádio Top 100)             | 2               |
| Tây Ban Nha (PROMUSICAE)             | 31              |
| Thụy Điển (Sverigetopplistan)        | 2               |
| Thụy Sĩ (Schweizer Hitparade)        | 1               |
| Anh Quốc (OCC)                       | 1               |
| Hoa Kỳ Billboard Hot 100             | 1               |
| Hoa Kỳ Adult Pop Airplay (Billboard) | 1               |
| Hoa Kỳ Dance Club Songs (Billboard)  | 21              |
| Hoa Kỳ Pop Airplay (Billboard)       | 1               |
| Hoa Kỳ Rhythmic (Billboard)          | 28              |

| Bảng xếp hạng (2000–09)              | Vị trí |
| ------------------------------------ | ------ |
| Australia (ARIA)                     | 6      |
| Germany (Official German Charts)     | 37     |
| Netherlands (Dutch Top 40)           | 76     |
| UK Singles (Official Charts Company) | 93     |
| US Billboard Hot 100                 | 92     |
| US Pop Songs (Billboard)             | 35     |

| Bảng xếp hạng (2008)                 | Vị trí |
| ------------------------------------ | ------ |
| Australia (ARIA)                     | 2      |
| Austria (Ö3 Austria Top 75)          | 16     |
| Belgium (Ultratop 50 Flanders)       | 28     |
| Belgium (Ultratop 40 Wallonia)       | 67     |
| Canada (Canadian Hot 100)            | 19     |
| Europe (European Hot 100 Singles)    | 16     |
| France (SNEP)                        | 68     |
| Germany (Official German Charts)     | 16     |
| Hungary (Rádiós Top 40)              | 58     |
| Ireland (IRMA)                       | 19     |
| Italy (FIMI)                         | 63     |
| Netherlands (Dutch Top 40)           | 18     |
| Netherlands (Single Top 100)         | 55     |
| New Zealand (Recorded Music NZ)      | 19     |
| Norway (VG-lista)                    | 44     |
| Sweden (Sverigetopplistan)           | 20     |
| Switzerland (Schweizer Hitparade)    | 11     |
| UK Singles (Official Charts Company) | 14     |
| US Billboard Hot 100                 | 24     |
| US Adult Top 40 (Billboard)          | 35     |
| US Pop Songs (Billboard)             | 28     |
| Bảng xếp hạng (2009)                 | Vị trí |
| Australia (ARIA)                     | 57     |
| Austria (Ö3 Austria Top 75)          | 43     |
| Belgium (Ultratop 40 Wallonia)       | 82     |
| Canada (Canadian Hot 100)            | 59     |
| Europe (European Hot 100 Singles)    | 17     |
| France (SNEP)                        | 61     |
| Germany (Official German Charts)     | 77     |
| Hungary (Rádiós Top 40)              | 41     |
| Netherlands (Dutch Top 40)           | 153    |
| Sweden (Sverigetopplistan)           | 77     |
| Switzerland (Schweizer Hitparade)    | 30     |
| UK Singles (Official Charts Company) | 124    |
| US Billboard Hot 100                 | 45     |
| US Adult Top 40 (Billboard)          | 24     |

## Chứng nhận
| Quốc gia | Chứng nhận  | Số đơn vị/doanh số chứng nhận |
| --- | ----------- | ----------------------------- |
| Úc (ARIA) | 6× Bạch kim | 420.000‡                      |
| Áo (IFPI Áo) | Vàng        | 15.000*                       |
| Bỉ (BEA) | Vàng        | 15,000*                       |
| Đan Mạch (IFPI Đan Mạch) | Bạch kim    | 15.000^                       |
| Phần Lan (Musiikkituottajat) | Vàng        | 7,407                         |
| Đức (BVMI) | Bạch kim    | 500.000^                      |
| New Zealand (RMNZ) | Bạch kim    | 15.000*                       |
| Thụy Điển (GLF) | Vàng        | 10.000^                       |
| Thụy Sĩ (IFPI) | Bạch kim    | 30.000^                       |
| Anh Quốc (BPI) | Bạch kim    | 619,000                       |
| Hoa Kỳ (RIAA) | —           | 4,624,000                     |
| * Chứng nhận dựa theo doanh số tiêu thụ. ^ Chứng nhận dựa theo doanh số nhập hàng. ‡ Chứng nhận dựa theo doanh số tiêu thụ và phát trực tuyến. |             |                               |